# Paepalanthus paramensis
Paepalanthus paramensis är en gräsväxtart som beskrevs av Harold Norman Moldenke. Paepalanthus paramensis ingår i släktet Paepalanthus och familjen Eriocaulaceae.
Artens utbredningsområde är Colombia. Inga underarter finns listade i Catalogue of Life.